# Договор об обычных вооружённых силах в Европе
Договор об обычных вооружённых силах в Европе (ДОВСЕ) был подписан 19 ноября 1990 года в Париже полномочными представителями шестнадцати государств — участников НАТО (Бельгия, Великобритания, Германия, Греция, Дания, Исландия, Испания, Италия, Канада, Люксембург, Нидерланды, Норвегия, Португалия, США, Турция и Франция) и шести государств — участников Организации Варшавского договора (ОВД) (Болгария, Венгрия, Польша, Румыния, СССР и Чехословакия) и вступил в силу 9 ноября 1992 года.
В 1999 году на саммите ОБСЕ в Стамбуле был подписан обновлённый (адаптированный) вариант ДОВСЕ с учётом новых условий (роспуск ОВД и расширение НАТО). На основе адаптированного ДОВСЕ предполагалось осуществить переход от блоковой структуры Договора к национальным и территориальным уровням вооружений и техники для каждого государства-участника. Соглашение об адаптации ДОВСЕ не было ратифицировано ни одной из стран НАТО и так и не вступило в силу.
13 июля 2007 года президент России Владимир Путин подписал Указ «О приостановлении Российской Федерацией действия Договора об обычных вооружённых силах в Европе и связанных с ним международных договоров», а 29 ноября 2007 был принят соответствующий закон.
10 марта 2015 года Российская Федерация объявила о приостановлении своего участия в заседаниях Совместной консультативной группы по Договору об обычных вооружённых силах в Европе. Таким образом, как заявили в МИД РФ, объявленное Россией в 2007 году приостановление действия ДОВСЕ стало полным. В то же время Россия формально оставалась участником Договора.
10 мая 2023 года внесён Проект закона о денонсации Договора об обычных вооружённых силах в Европе (ДОВСЕ) внесён президентом в Думу. Соответствующее распоряжение подписал Владимир Путин. Он назначил замглавы МИД РФ Сергея Рябкова своим представителем при рассмотрении вопроса о денонсации в Госдуме и Совете Федерации. 29 мая 2023 года Президент РФ Владимир Путин подписал закон о денонсации Договора об обычных вооружённых силах в Европе.

## Ограничения

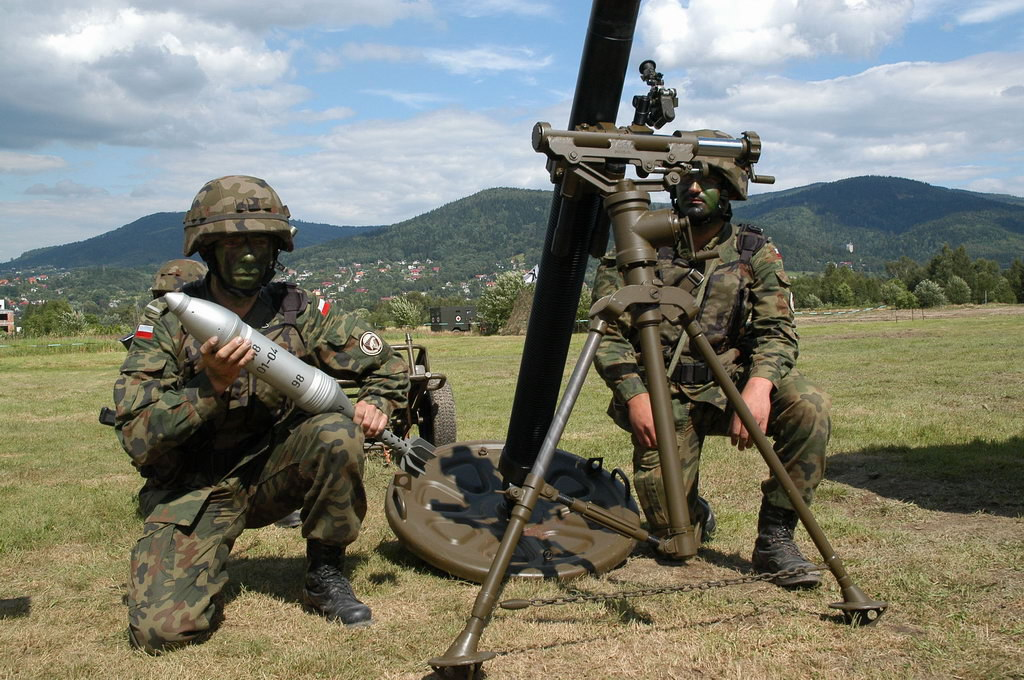
После подписания Договора об обычных ВС в Европе, ограничивающего количество артсистем калибра 100 мм и выше, Польша оснастила свои войска миномётами калибра 98 мм.

В основе ДОВСЕ лежала система количественных ограничений на пять основных категорий обычных вооружений и техники в обычных вооружённых силах государств-участников в районе применения Договора — боевые танки, боевые бронированные машины, артиллерию, ударные вертолёты и боевые самолёты.
Договор являлся бессрочным. Каждое государство-участник имело право выйти из ДОВСЕ при условии заблаговременного (минимум за 150 дней) уведомления всех остальных государств-участников об этом решении.
Согласно Договору, в пределах района его применения (от Атлантического океана до Уральских гор, реки Урал и Каспийского моря, включая островные территории) обеим группам государств-участников Договора разрешалось иметь равное количество обычных вооружений и боевой техники, при этом их суммарное количество не должно было превышать:
- 40 000 боевых танков;
- 60 000 боевых бронированных машин (ББМ);
- 40 000 артиллерийских единиц калибра 100 мм и выше;
- 13 600 боевых самолётов;
- 4 000 ударных вертолётов.

Ограничению подлежало также количество танковых мостоукладчиков, боевых машин пехоты (БМП) и бронетранспортёров (БТР), учебно-тренировочных самолётов, вертолётов боевого обеспечения, невооружённых транспортных вертолётов, вертолётов Ми-24К и Ми-24Р.
Договором накладывались ограничения и на количество обычных вооружений и боевой техники, которые позволялось иметь одной отдельно взятой стране, а также устанавливались процедуры и временны́е рамки для осуществления сокращения численности вооружений и техники до указанных пределов.
Договором, помимо прочего, ограничивалась численность боевой техники в четырёх зонах, в том числе на флангах (Болгария, Румыния, Закавказский, Ленинградский, Северо-Кавказский, Одесский военный округ ВС СССР для ОВД; Греция, Исландия, Норвегия и Турция для НАТО) каждой стороне разрешалось размещать 4 700 танков, 5 900 бронемашин и 6 000 артиллерийских систем.

### Квоты по государствам
НАТО:
| Страна                                                              | Танков | ББМ   | Артиллерийских систем калибра 100 мм и более | Боевых самолётов | Ударных вертолётов |
| ------------------------------------------------------------------- | ------ | ----- | -------------------------------------------- | ---------------- | ------------------ |
| Бельгия                                                             | 334    | 1 099 | 320                                          | 232              | 46                 |
| Великобритания                                                      | 1 015  | 3 176 | 636                                          | 900              | 384                |
| Германия                                                            | 4 166  | 3 446 | 2 705                                        | 900              | 306                |
| Голландия                                                           | 743    | 1 080 | 607                                          | 230              | 69                 |
| Греция                                                              | 1 735  | 2 534 | 1 878                                        | 650              | 18                 |
| Дания                                                               | 353    | 336   | 553                                          | 106              | 18                 |
| Испания                                                             | 794    | 2 047 | 1 310                                        | 310              | 80                 |
| Италия                                                              | 1 348  | 3339  | 1 955                                        | 650              | 142                |
| Канада                                                              | 77     | 263   | 32                                           | 90               | 13                 |
| Норвегия                                                            | 170    | 275   | 527                                          | 100              | 24                 |
| Португалия                                                          | 300    | 430   | 450                                          | 160              | 26                 |
| США                                                                 | 4 006  | 5 372 | 2 492                                        | 784              | 518                |
| Турция                                                              | 2 795  | 3 120 | 3 523                                        | 750              | 103                |
| Франция                                                             | 1 306  | 3 820 | 1 292                                        | 800              | 352                |
| Квоты Исландии и Люксембурга по всем классам техники были нулевыми. |        |       |                                              |                  |                    |

Варшавский договор:
| Страна       | Танков | ББМ    | Артиллерийских систем калибра 100 мм и более | Боевых самолётов | Ударных вертолётов |
| ------------ | ------ | ------ | -------------------------------------------- | ---------------- | ------------------ |
| Болгария     | 1 475  | 2 000  | 1 750                                        | 235              | 67                 |
| Венгрия      | 835    | 1 700  | 840                                          | 180              | 108                |
| Польша       | 1 730  | 2 150  | 1610                                         | 460              | 130                |
| Румыния      | 1 375  | 2 100  | 1475                                         | 430              | 120                |
| СССР         | 13 150 | 20 000 | 13 175                                       | 5 150            | 1 500              |
| Чехословакия | 1 435  | 2 050  | 1 150                                        | 345              | 175                |

### Реальное наличие техники на 1 января 1990 года, по государствам
НАТО:
| Страна                                                               | Танков | ББМ    | Артиллерийских систем калибра 100 мм и более | Боевых самолётов | Ударных вертолётов |
| -------------------------------------------------------------------- | ------ | ------ | -------------------------------------------- | ---------------- | ------------------ |
| Бельгия                                                              | 359    | 1 381  | 376                                          | 191              | 0                  |
| Великобритания                                                       | 1 198  | 3 193  | 636                                          | 842              | 368                |
| Германия                                                             | 7 000  | 8 920  | 4 602                                        | 1 018            | 258                |
| Голландия                                                            | 913    | 1 467  | 838                                          | 196              | 91                 |
| Греция                                                               | 1 842  | 1 552  | 1 908                                        | 469              | 0                  |
| Дания                                                                | 419    | 316    | 553                                          | 106              | 3                  |
| Испания                                                              | 854    | 1 256  | 1 373                                        | 242              | 28                 |
| Италия                                                               | 1 246  | 3 598  | 2 144                                        | 577              | 168                |
| Канада                                                               | 77     | 277    | 38                                           | 45               | 12                 |
| Норвегия                                                             | 205    | 146    | 531                                          | 90               | 0                  |
| Португалия                                                           | 146    | 243    | 334                                          | 96               | 0                  |
| США                                                                  | 5 904  | 5 747  | 2 601                                        | 626              | 243                |
| Турция                                                               | 2 823  | 1 502  | 3 442                                        | 449              | 5                  |
| Франция                                                              | 1 358  | 4 125  | 1 330                                        | 700              | 429                |
| Исландия и Люксембург не имели боевой техники, ограничиваемой ДОВСЕ. |        |        |                                              |                  |                    |
| Всего для НАТО                                                       | 24 344 | 33 723 | 20 706                                       | 5 647            | 1 605              |

Варшавский договор:
| Страна       | Танков | ББМ    | Артиллерийских систем калибра 100 мм и более | Боевых самолётов | Ударных вертолётов |
| ------------ | ------ | ------ | -------------------------------------------- | ---------------- | ------------------ |
| Болгария     | 2 145  | 2 204  | 2 116                                        | 243              | 44                 |
| Венгрия      | 1 345  | 1 720  | 1 047                                        | 110              | 39                 |
| Польша       | 2 850  | 2 377  | 2 300                                        | 551              | 29                 |
| Румыния      | 2 851  | 3 136  | 3 817                                        | 505              | 13                 |
| СССР         | 20 694 | 29 348 | 13 828                                       | 6 445            | 1 330              |
| Чехословакия | 3 315  | 4 593  | 3485                                         | 446              | 56                 |
| Всего ОВД    | 33 200 | 43 378 | 26 593                                       | 8 300            | 1 511              |

## Развитие ДОВСЕ
В ходе подготовки ДОВСЕ и в последующие годы его участниками в связи с изменениями военно-политической обстановки в Европе, в первую очередь связанными с распадом ОВД и СССР, было принято несколько десятков связанных с Договором документов, имеющих целью обеспечение нормального функционирования ДОВСЕ и поддержание его жизнеспособности в меняющейся военно-политической обстановке в Европе, в том числе четыре международных договора.

### Будапештское соглашение
Соглашение о максимальных уровнях для наличия обычных вооружений и техники, подписанное Болгарией, Венгрией, Польшей, Румынией, СССР и Чехословакией в Будапеште 3 ноября 1990 года и вступившее в силу одновременно с ДОВСЕ, имело целью распределение установленных Договором групповых уровней обычных вооружений и техники между государствами ОВД.

### Ташкентское соглашение
Соглашение о принципах и порядке выполнения ДОВСЕ, подписанное Россией, Азербайджаном, Арменией, Белоруссией, Грузией, Казахстаном, Молдавией и Украиной в Ташкенте 15 мая 1992 года, имело целью распределение прав и обязательств бывшего СССР по ДОВСЕ между Россией и семью другими государствами-участниками Договора.
| Страна      | Танков | ББМ    | БТР | Артиллерийских систем калибра 100 мм и более | Боевых самолётов | Ударных вертолётов |
| ----------- | ------ | ------ | --- | -------------------------------------------- | ---------------- | ------------------ |
| Россия      | 6 400  | 11 480 | ?   | 6 415                                        | 3 450            | 890                |
| Азербайджан | 220    | 220    | ?   | 285                                          | 100              | 50                 |
| Армения     | 220    | 220    | ?   | 285                                          | 100              | 50                 |
| Грузия      | 220    | 220    | ?   | 285                                          | 100              | 50                 |
| Белоруссия  | 1 800  | 2600   | ?   | 1 615                                        | 294              | 80                 |
| Казахстан   | 50     | 200    | ?   | 100                                          | 15               | 20                 |
| Молдавия    | 210    | 210    | 130 | 250                                          | 50               | 50                 |
| Украина     | 4 080  | 5 050  | ?   | 4 040                                        | 1 090            | 330                |

Соглашение было ратифицировано Россией в 1992 году, но не вступило в силу. Хотя Азербайджан и Грузия так и не ратифицировали это Соглашение, его участники на протяжении многих лет в целом придерживались его положений. Латвия, Литва и Эстония отказались присоединяться к ДОВСЕ.

### Фланговый документ
Приложение к Итоговому документу первой конференции по рассмотрению действия ДОВСЕ (Вена, 15-31 мая 1996 года), подписанное по инициативе России и вступившее в силу 15 мая 1997 года, представляло собой промежуточное компромиссное решение проблемы фланговых ограничений ДОВСЕ, возникшей после распада СССР. По Договору России разрешалось иметь в Ленинградском и Северо-Кавказском военных округах в общей сложности до 700 танков, 580 бронемашин и 1 280 артсистем, а с началом войны в Чечне эти ограничения оказались нарушены. В соответствии с Приложением, границы фланговых зон после неоднократных требований России были пересмотрены, и из них были исключены Псковская, Волгоградская, Астраханская области, восточная часть Ростовской области и коридор на юге Краснодарского края.

### Соглашение об адаптации ДОВСЕ
Соглашение об адаптации ДОВСЕ, подписанное 19 ноября 1999 года на Стамбульском саммите ОБСЕ, было разработано для урегулирования военного дисбаланса, связанного с произошедшими масштабными военно-политическими изменениями — расширением НАТО и вступлением в него ряда бывших стран ОВД и постсоветских государств.
Этим Соглашением вместо зонально-групповой системы квот (по признаку членства в военно-политических союзах времён «холодной войны») вводились национальные и территориальные лимиты для каждого государства-участника (последние предполагали возможность размещения на территории государств боевой техники других стран, но не выше оговорённого уровня). Предполагалось, что режим адаптированного ДОВСЕ будет способствовать укреплению безопасности каждого государства-участника независимо от его принадлежности к военно-политическим союзам.
Соглашение об адаптации ДОВСЕ было подписано 30 государствами (страны НАТО, Ташкентского соглашения, а также Болгария, Румыния и Словакия). и было увязано обязательством России вывести свои войска из Грузии и Молдавии. В итоге соглашение было ратифицировано лишь Белоруссией, Казахстаном, Россией и Украиной и так и не вступило в силу. Грузия и Молдавия отказались приступить к процессу ратификации, требуя исполнения Россией обязательств о выводе войск с их территории, которые Россия взяла на себя в Стамбуле. На этом основании страны НАТО также блокировали процесс ратификации Соглашения. Позиция России состояла в том, что соглашения с Грузией и Молдавией, подписанные в Стамбуле до подписания Соглашения об адаптации ДОВСЕ, носили двусторонний характер и не имели отношения к ДОВСЕ, а потому не должны были являться препятствием для ратификации Соглашения другими странами.
Прибалтийские государства (Латвия, Литва и Эстония) и балканские страны (Словения, Албания и Хорватия), вступившие в НАТО в 2004 и 2009 годах, отказались присоединяться к ДОВСЕ.

## Мораторий и приостановление действия Договора

### Россия
Общая квота НАТО на момент подписания ДОВСЕ составляла 19 096 танков, 31 787 бронемашин, 19 529 артиллерийских систем, 7 273 самолёта и 2 282 вертолёта. По состоянию на середину 2007 года, с учётом расширения блока, суммарная численность вооружений стран НАТО составила 22 424 танка, 36 570 бронемашин, 23 137 артсистем, 8 038 самолётов и 2 509 вертолётов.
26 апреля 2007 года российский президент Владимир Путин в своём обращении к Федеральному собранию заявил о возможном объявлении моратория на исполнение Россией условий ДОВСЕ в связи с тем, что страны НАТО не ратифицировали Соглашение об адаптации ДОВСЕ от 1999 года. Действие моратория, по его словам, планировалось сохранить до тех пор, пока все страны НАТО без исключения не ратифицируют договор и не начнут его строго исполнять. В случае «отсутствия прогресса на переговорах» Путин пообещал прекратить выполнение Россией обязательств по ДОВСЕ.
28 мая Россия официально обратилась к стране — депозитарию ДОВСЕ — Нидерландам — с запросом о созыве чрезвычайной конференции государств — участников ДОВСЕ, которая и состоялась 12-15 июня в Вене. На конференции российские представители указали на условия, которые, по их мнению, способны «восстановить жизнеспособность режима ДОВСЕ». Среди них:
1. присоединение к ДОВСЕ Латвии, Литвы и Эстонии;
2. понижение суммарного уровня численности вооружений и техники стран НАТО для компенсации потенциала, приобретённого в результате расширения блока;
3. отмена фланговых ограничений для территории России;
4. вступление в силу или, по крайней мере, начало временного применения Соглашения об адаптации ДОВСЕ не позднее 1 июля 2008 года[5].

Западные государства, однако, выставили неприемлемые для руководства России ответные условия: в частности, было повторено требование вывода российских войск из Грузии и Молдавии. В результате на конференции не удалось даже согласовать итоговый документ.
13 июля 2007 года Владимир Путин подписал Указ «О приостановлении Российской Федерацией действия Договора об обычных вооружённых силах в Европе и связанных с ним международных договоров». В сопроводительной справке МИД утверждалось, что решение российского руководства было вызвано «исключительными обстоятельствами, влияющими на безопасность Российской Федерации»:
- уклонение Болгарии, Венгрии, Польши, Румынии, Словакии и Чехии от оформления изменений в составе групп государств — участников ДОВСЕ в связи с их присоединением к НАТО;
- превышение государствами — участниками ДОВСЕ, присоединившимися к НАТО, «групповых» ограничений ДОВСЕ в результате расширения НАТО;
- негативное воздействие планируемого размещения обычных вооружений США на территории Болгарии и Румынии на соблюдение «групповых» ограничений ДОВСЕ;
- невыполнение рядом государств — участников ДОВСЕ принятого в Стамбуле политического обязательства об ускоренной ратификации Соглашения об адаптации;
- невыполнение Венгрией, Польшей, Словакией и Чехией принятых в Стамбуле обязательств по корректировке территориальных предельных уровней;
- негативное воздействие неучастия Латвии, Литвы и Эстонии в ДОВСЕ (которое привело к появлению территории, «свободной» от ограничений на размещение обычных вооружений, в том числе и вооружений других стран) на выполнение Россией своих собственных обязательств по Договору на северо-западе Российской Федерации[5].

Объявление моратория означало прекращение взаимного военного инспектирования и предоставления партнёрам по Договору информации о перемещении воинских частей и боевой техники в европейской части страны, а также отказ России считать себя связанной количественными ограничениями. Уже в июне представителям ВС Венгрии и Болгарии было отказано в инспекции российских воинских частей, а сама Россия отказалась от участия в совместных учениях США, Румынии и Болгарии.
В декабре 2007 года односторонний российский мораторий на исполнение ДОВСЕ вступил в силу. В то же время российская сторона с учётом обращений ряда государств — участников ДОВСЕ приняла решение в порядке исключения продолжить участие в работе Совместной консультативной группы (СКГ) по ДОВСЕ, рассчитывая, что эта площадка будет задействована для разработки нового режима контроля над обычными вооружениями. 10 марта 2015 года власти РФ объявили о приостановке своего участия в заседаниях СКГ, признав продолжение участия в них бессмысленным с политической и практической точек зрения. Таким образом, как заявили в МИД РФ, объявленная Россией в 2007 году приостановка действия ДОВСЕ стало полным.

### Польша
В 2024 году президент Польши Анджей Дуда подписал закон о приостановке действия ДОВСЕ в отношении страны.  Причиной названы денонсация договора Москвой и действия России, направленные на дестабилизацию обстановки в Европе и мире.

## Исполнение договора

### Реальное наличие техники на 1 января 2011 года, по государствам
Страны НАТО:
| Страна                                                                                | Танков | ББМ    | Артиллерийских систем калибра 100 мм и более | Боевых самолётов | Ударных вертолётов |
| ------------------------------------------------------------------------------------- | ------ | ------ | -------------------------------------------- | ---------------- | ------------------ |
| Бельгия                                                                               | 106    | 229    | 133                                          | 77               | 31                 |
| Болгария                                                                              | 524    | 738    | 1 161                                        | 57               | 19                 |
| Великобритания                                                                        | 337    | 1 353  | 305                                          | 411              | 187                |
| Венгрия                                                                               | 155    | 599    | 30                                           | 50               | 23                 |
| Германия                                                                              | 1 048  | 2 050  | 734                                          | 301              | 153                |
| Голландия                                                                             | 134    | 725    | 258                                          | 93               | 21                 |
| Греция                                                                                | 1 620  | 2 178  | 1 722                                        | 595              | 30                 |
| Дания                                                                                 | 60     | 299    | 56                                           | 62               | 12                 |
| Испания                                                                               | 510    | 988    | 387                                          | 174              | 28                 |
| Италия                                                                                | 1 178  | 3 091  | 1 436                                        | 434              | 107                |
| Норвегия                                                                              | 76     | 218    | 67                                           | 56               | 0                  |
| Польша                                                                                | 900    | 1 492  | 1 048                                        | 118              | 84                 |
| Португалия                                                                            | 224    | 424    | 165                                          | 89               | 0                  |
| Румыния                                                                               | 1 098  | 1 594  | 1 287                                        | 99               | 23                 |
| Словакия                                                                              | 69     | 352    | 122                                          | 23               | 15                 |
| США                                                                                   | ~6900  | 701    | 204                                          | 185              | 48                 |
| Турция                                                                                | 2 543  | 2 528  | 3 239                                        | 335              | 25                 |
| Франция                                                                               | 776    | 2 735  | 666                                          | 424              | 254                |
| Чехия                                                                                 | 166    | 494    | 244                                          | 38               | 25                 |
| Канада, Исландия и Люксембург не имеют в Европе боевой техники, ограничиваемой ДОВСЕ. |        |        |                                              |                  |                    |
| Всего НАТО (22 государства-участника ДОВСЕ)                                           | 18 424 | 22 788 | 13 264                                       | 3 621            | 1 085              |

Албания, Латвия, Литва, Словения, Хорватия и Эстония не присоединились к ДОВСЕ. Из них информацию, адаптированную к требованиям ДОВСЕ, предоставили Литва и Эстония.
- Литва — 0 танков, 146 ББМ, 179 артиллерийских систем калибра 100 мм и более, 0 боевых самолётов, 0 ударных вертолётов.
- Эстония — 0 танков, 90 ББМ, 277 артиллерийских систем калибра 100 мм и более, 0 боевых самолётов, 0 ударных вертолётов.

Постсоветские государства:
- Азербайджан — 750 танков, 1100 ББМ, 469 артиллерийских систем калибра 100 мм и более, 79 боевых самолётов, 84 ударных вертолёта.
- Армения — 110 танков, 140 ББМ, 239 артиллерийских систем калибра 100 мм и более, 16 боевых самолётов, 15 ударных вертолётов.
- Белоруссия — 1469 танков, 2270 ББМ, 1265 артиллерийских систем калибра 100 мм и более, 128 боевых самолётов, 22 ударных вертолёта.
- Грузия — 200 танков, 878 ББМ, 400 артиллерийская система калибра 100 мм и более, 27 боевых самолётов, 6 ударных вертолётов.
- Молдавия — 0 танков, 208 ББМ, 148 артиллерийских систем калибра 100 мм и более, 0 боевых самолётов, 0 ударных вертолётов.
- Украина — 2522 танка, 3855 ББМ, 3149 артиллерийских систем калибра 100 мм и более, 517 боевых самолётов, 147 ударных вертолётов.
- Россия — 3660 танков, 7690 ББМ, 4634 артиллерийские системы калибра 100 мм и более, 1542 боевых самолёта, 365 ударных вертолётов.
- Казахстан не имеет в Европе боевой техники, ограничиваемой ДОВСЕ.

Всего по ОДКБ (Армения, Белоруссия, Россия) — 5239 танков, 10 100 ББМ, 6138 артиллерийских систем калибра 100 мм и более, 1686 боевых самолётов, 402 ударных вертолёта.

### Исполнение договора в Закавказье
По данным 2011 года Азербайджан — единственное государство — член ДОВСЕ, открыто нарушающее договор.
В 2019 году, согласно обязательствам по договору, Армения утилизировала 21 единицу боевой бронетехники.

### Денонсация договора
10 мая 2023 года президент России Владимир Путин поручил денонсировать Договор об обычных вооруженных силах в Европе. Об этом он сообщил в распоряжении о назначении заместителя министра иностранных дел РФ Сергея Рябкова официальным представителем президента РФ «при рассмотрении палатами Федерального собрания РФ вопроса о денонсации РФ Договора об обычных вооруженных силах в Европе, подписанного в Париже 19 ноября 1990 года».
16 мая 2023 года Госдума РФ на заседании проголосовала за денонсацию ДОВСЕ. Отмечается, что вместе с выходом из Договора для России автоматически прекращается действие ряда связанных с ним международных договоров.
29 мая 2023 года Президент РФ Владимир Путин подписал закон о денонсации Договора об обычных вооруженных силах в Европе.